# ABC No Rio
Das ABC No Rio ist ein Kulturzentrum im Stadtteil Lower East Side in New York. Es wurde 1980 gegründet und spielte in den 1990er-Jahren eine wichtige Rolle bei der Etablierung der zweiten Welle des New York Hardcore.

## Geschichte
In den 1970er-Jahren kam es in der Lower East Side, einhergehend mit einer Abwertung des Viertels und dem Wegzug von Bewohnern, zu verstärktem Leerstand von Wohneigentum. Um 1980 herum setzte wegen der billigen Mieten ein entgegengesetzter Trend ein, der Musiker und andere Künstler in das Viertel brachte. Eine Begleiterscheinung dieses Zuzugs von meist jungen, wenig finanzkräftigen Menschen waren Hausbesetzungen. Der Gründung des ABC No Rio ging eine von der Künstlergruppe Colab geförderte Ausstellung zu den Themen Gentrifizierung und Leerstandsmanagament voraus, die am 1. Januar 1980 in einem besetzten Haus in der Delancey Street, einer der Hauptverkehrsadern der Lower East Side, eröffnete und am Folgetag behördlich geschlossen wurde. Bedingt durch das Interesse der Medien kam es in der Folge zu Verhandlungen mit dem Department of Housing Preservation and Development der Stadt New York (HPD), und den Ausstellungsmachern wurde die Miete eines Gebäudes in der nahe gelegenen Rivington Street angeboten, dessen Eigentum wegen ausstehender Steuerzahlungen des Vorbesitzers an die Stadt gefallen war („In rem jurisdiction“). Dieses Gebäude wurde von den Ausstellungsmachern ABC No Rio benannt. Der Name rührt von einer nur noch teilweise lesbaren Werbetafel her, die beim Bezug des Gebäudes an diesem angebracht war und ursprünglich die Worte „Abogado Con Notario“ (spanisch für „Rechtsanwalt und Notar“) beinhaltete. Die Künstler, darunter der Deutsche Peter Mönnig, belegten zunächst nur das Erdgeschoss, die oberen Stockwerke blieben zunächst Wohnraum und standen später leer. Anspruch des Kulturzentrums war es in den Anfangstagen, Künstlern Räumlichkeiten für die Arbeit und selbstorganisierte Ausstellungen zur Verfügung zu stellen. Ausstellende und regelmäßig auftretende Künstler waren unter anderem Kembra Pfahler, Michelle Shocked und Beck Hansen.

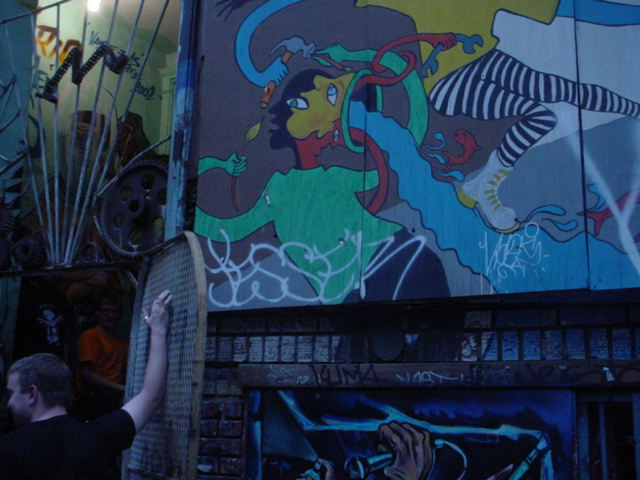
Graffiti am ABC No Rio (2006)

Um 1990 herum fand ein Generationenwechsel in der Verwaltung des Kulturzentrums statt. Zentrum der New Yorker Hardcoreszene war bis dahin das CBGB gewesen, das die sonntäglichen Hardcore-Matinees wegen ausufernder Gewalt bei den Konzerten und im Umfeld des Clubs im Dezember 1989 einstellte. Das ABC No Rio übernahm auf Drängen von Mike Bromberg, Sänger der Band SFA, das Format, bemühte sich aber bei der Auswahl der Bands, große Namen sowie Bands mit zweifelhaften oder missverständlichen Aussagen zu politischen und sozialen Themen zu vermeiden. In der Folge wurde der Club in der Öffentlichkeit primär mit diesen Hardcore-Konzerten assoziiert, zumal die Konzertveranstalter, darunter die Bands Go! und Citizens Arrest, schnell die Macht im Organisationskomitee übernahmen. Die Stadt New York sah diese Entwicklung mit Sorge und kündigte 1994 den Mietvertrag, um das Gebäude zu verkaufen. Nach einem erfolglosen Räumungsversuch besetzten Personen aus dem Umfeld des Zentrums die oberen Stockwerke des Gebäudes, was die Räumung über die Folgejahre hinweg verhinderte, während beide Parteien nach einer gütlichen Lösung suchten. 1998 erstritt sich die Nutzergemeinschaft eine Art Vorkaufsrecht, das einen Kaufpreis von einem US-Dollar vorsah für den Fall, dass das ABC No Rio einen realistischen Renovierungs- und Finanzierungsplan vorlege. 2004 legte das Organisationskomitee den Plan vor, der 2006 vom HPD abgesegnet wurde. Einige Monate später erfolgte der Kauf. Zu diesem Zeitpunkt war das Gebäude bereits so baufällig, dass eine Renovierung unverhältnismäßig erschien, und die Planungen für einen Neubau begannen. Gelder wurden über Jahre hinweg durch Spenden und Kunstauktionen, unter anderem mit von den Künstlern gestifteten Werken von Claes Oldenburg und Yoko Ono, eingetrieben; an einem Benefizsampler beteiligten sich 1999 Boy Sets Fire, I Hate Myself und Saetia. Als im Januar 2015 der Abriss einer benachbarten, seit 1925 bestehenden Matze-Fabrik bekanntgegeben wurde, wurde der Neubau angegangen, da davon ausgegangen wurde, dass die Bausubstanz des ABC No Rio die benachbarten Bauarbeiten nicht überstehen würde. Bis Juni 2016 zogen Ausstellungen, Büros und Werkräume in verschiedene Ausweichquartiere um. Anfang 2017 hatte das Kollektiv etwa 80 % der für den Neubau veranschlagten Mittel eingesammelt, darunter 1,5 Millionen US-Dollar aus privaten Spenden und eigenen Mitteln und 4,8 Millionen Dollar von der Stadt New York und anderen kommunalen Trägern, nach anderen Quellen sogar insgesamt 8 Millionen US-Dollar. Einen genauen Zeitplan für den Bau und die Einweihung des Neubaus gab es zunächst nicht. Die Abbrucharbeiten begannen im März 2017.
Im Juli 2024 verkaufte die Stadt New York dem Kollektiv das brachliegende ursprüngliche Grundstück des Kulturzentrums und sagte finanzielle Unterstützung für den Bau eines neuen Gebäudes zu. Die Fertigstellung ist für Anfang 2026 geplant.

## Nutzung
Das ABC No Rio ist seit 1980 Veranstaltungsort für Musikkonzerte, Kleinkunst und Lesungen. In den 1980er-Jahren fanden auch Theateraufführungen statt, unter anderem von Stücken von Rainer Werner Fassbinder. Eine seit 1989 bestehende Tradition sind die Hardcore-Matinees, die auch jüngeren Fans den Besuch von Hardcorekonzerten ermöglichen. Gelegentlich werden Konzerte aufgezeichnet; eine größere Reichweite erzielte das Livealbum Live At ABC No Rio von Saetia. Das ABC No Rio verfügt über eine Kunstgalerie, eine Fanzine-Bibliothek, eine Siebdruckwerkstatt, eine Dunkelkammer zum Entwickeln von Fotos und ein öffentliches Computerlabor. Das ABC No Rio bietet diversen Organisationen und Gruppen Raum und Infrastruktur, so der New Yorker Sektion von Food Not Bombs. Das jährliche Budget des Kulturzentrums beträgt etwa 80.000 US-Dollar. Der Geschäftsführer ist dabei der einzige Festangestellte des Zentrums. Seit Mitte 2016 sind die Einrichtungen des ABC No Rio über New York verstreut, da das alte Gebäude abgerissen und durch einen Neubau ersetzt wird.